# Scalinata di Rocky

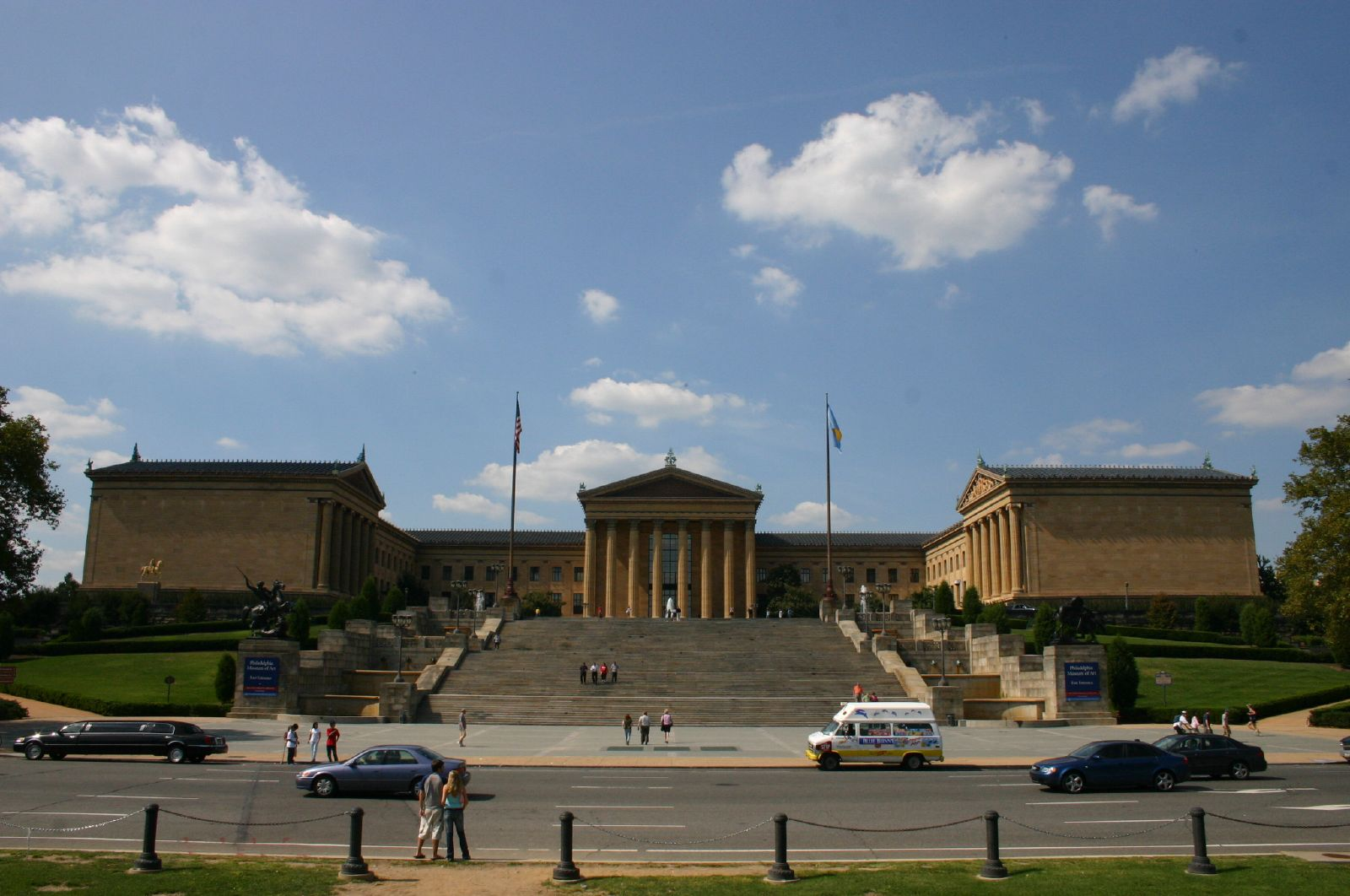
Entrata frontale e scalinata del Philadelphia Museum of Art

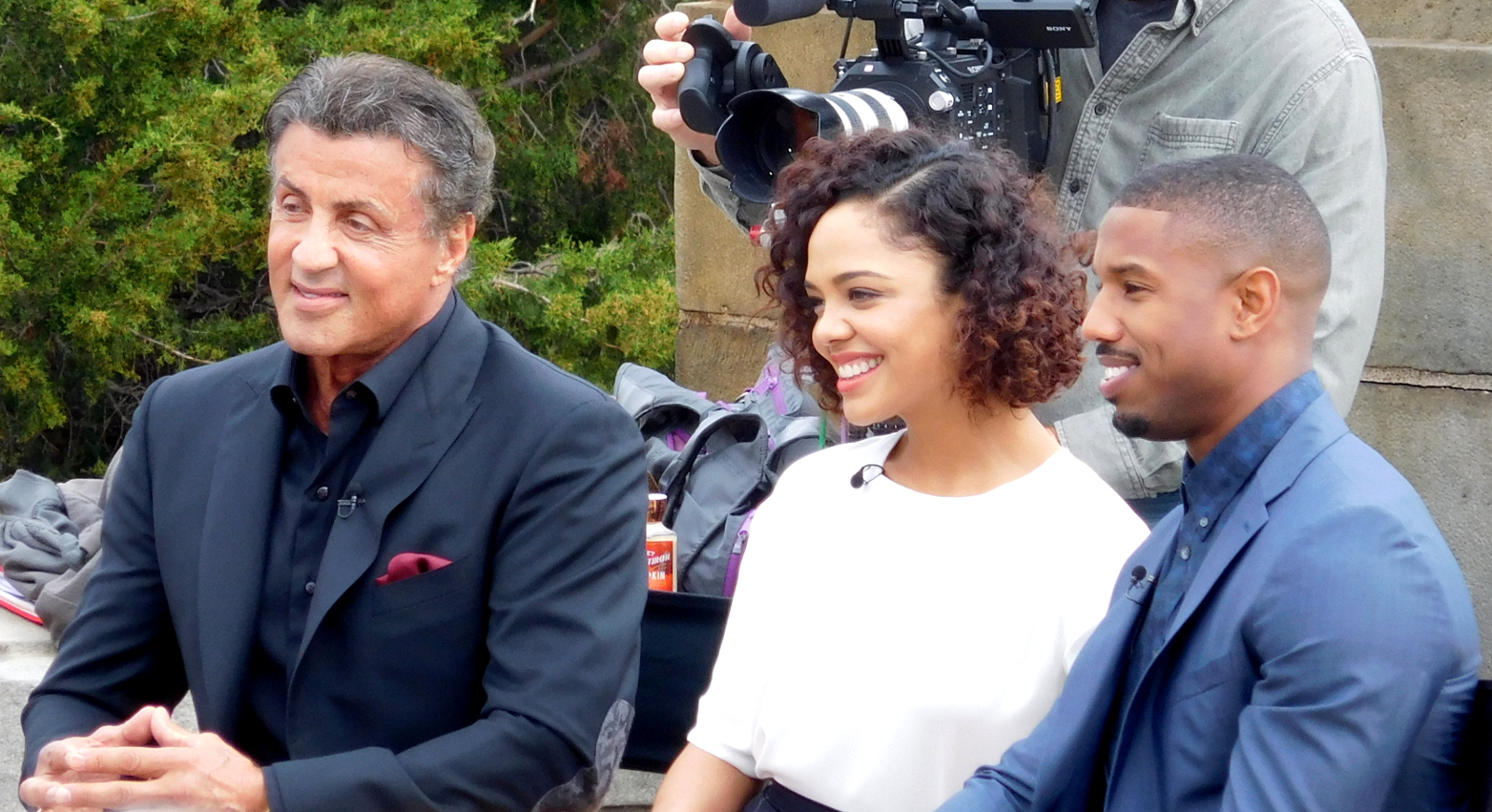
Sylvester Stallone, Tessa Thompson e Michael B. Jordan in cima alla scalinata di Rocky durante la promozione di Creed - Nato per combattere, nel novembre 2015

La "scalinata di Rocky" è il nome con cui sono diventati noti i 72 gradini di pietra di fronte all'entrata del Philadelphia Museum of Art, a Filadelfia, Pennsylvania, in seguito alla loro apparizione nel film Rocky, vincitore di tre premi Oscar, e in tutti gli altri film della serie ad eccezione di Rocky IV. Nel primo film del 1976, il protagonista Rocky Balboa risale correndo la scalinata sulle note della canzone Gonna Fly Now. I turisti spesso imitano la famosa scena del film, una metafora dell'uomo comune e svantaggiato che accetta la sfida apparentemente impossibile che si pone di fronte a lui. Durante le riprese di Rocky III, sulla cima degli scalini è stata posta una statua in bronzo di Rocky. La statua, ora situata in fondo agli scalini sulla destra, è ormai diventata un'attrazione per i turisti. La cima della scalinata offre un'ampia vista dell'Eakins Oval, del Benjamin Franklin Parkway e del municipio di Filadelfia.
Nel 2006, il creatore di Rocky Sylvester Stallone ha raccontato la genesi della scena iconica: durante le riprese del film nel 1976, la troupe cinematografica, con un budget ristretto, notò la scalinata una notte mentre era in giro per la città alla ricerca di possibili location per il film. Inizialmente, Stallone pensò che Rocky avrebbe dovuto salire gli scalini con il suo cane, Birillo, in braccio; tuttavia, il grosso bullmastiff, che era il cane dello stesso Stallone e il cui vero nome era Butkus, si rivelò essere pesante perché la scena potesse funzionare. Ad ogni modo, Stallone fu ispirato dalla vista dalla cima della scalinata e rigirò la scena senza il suo cane. In Rocky Balboa, film del 2006, Rocky solleva il suo cane Punchy quando raggiunge la cima degli scalini. I titoli di coda di Rocky Balboa mostrano un montaggio di decine di persone che corrono su per la scalinata.
La scena rappresentò uno dei primi utilizzi, all'interno di un film importante, della steadicam, un supporto meccanico su cui può essere montata la macchina da presa in modo da permettere all'operatore di camminare e addirittura salire degli scalini e girare comunque delle scene fluide.

## Statua in bronzo diRocky

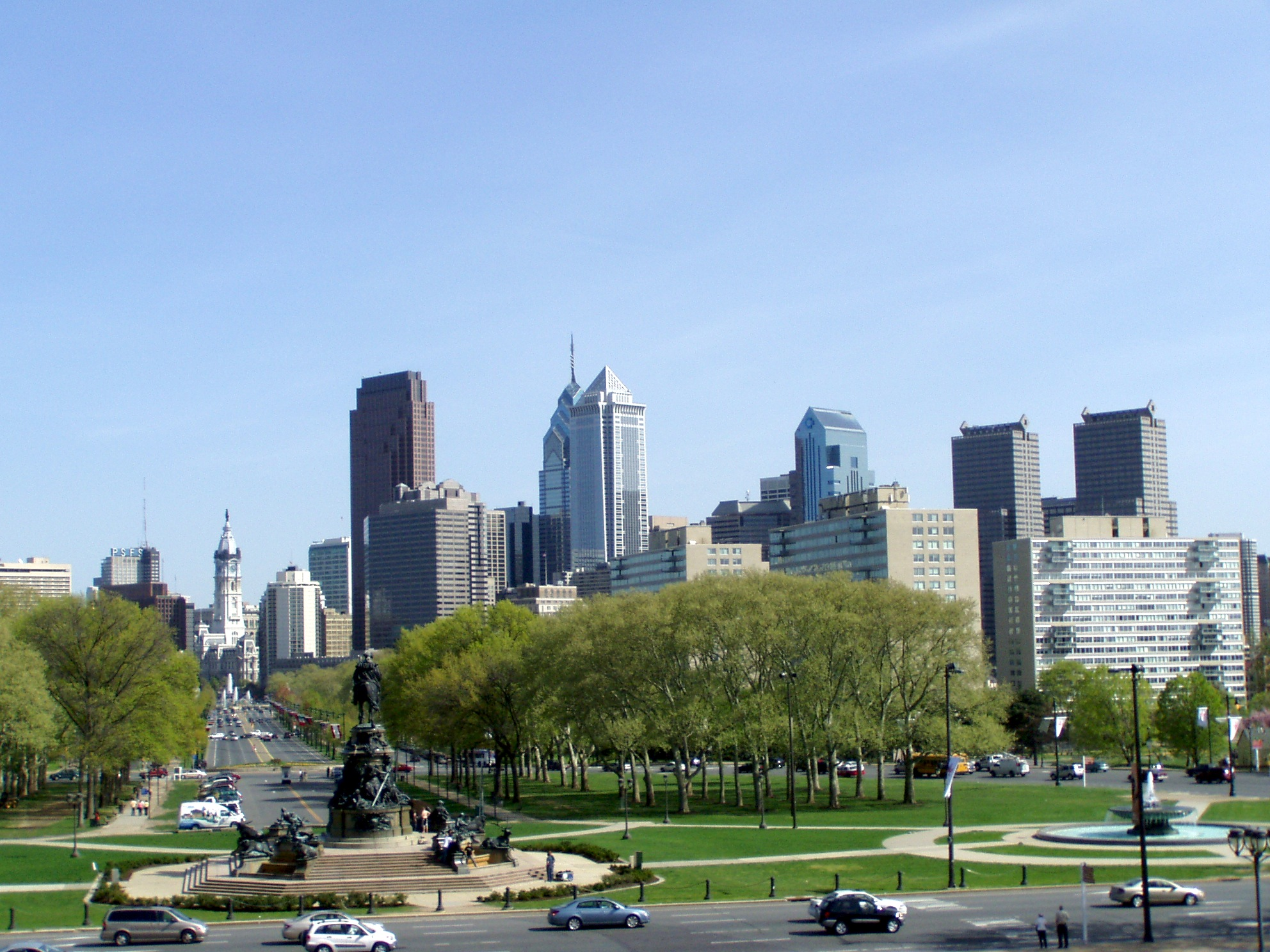
Vista del Ben Franklin Parkway dalla cima della scalinata

Prima dell'uscita nel 1982 di Rocky III, Stallone commissionò a A. Thomas Schomberg la realizzazione di una statua in bronzo di Rocky. Sarebbero dovute essere realizzate tre copie di due tonnellate e tre metri d'altezza ciascuna. Una copia venne posizionata in cima alla scalinata per le riprese di Rocky III, e venne infine spostata in fondo agli scalini. La seconda copia venne tenuta all'interno del museo sportivo San Diego Hall of Champions finché, nel 2017, il fondatore del museo Bob Breitbard non la mise all'asta insieme ad altri 216 lotti sportivi appartenenti al museo; fu lo stesso Stallone ad aggiudicarsi la statua nel novembre dello stesso anno, per una cifra di $403.657. La terza copia venne progettata, ma mai realizzata.
Una terza copia della statua venne messa all'asta per raccogliere fondi per beneficenza. La copia venne messa su eBay in tre occasioni separate tra il 2002 e il 2005, con un'offerta iniziale di 5.000.000 $, poi 3.000.000 $ e infine 1.000.000 $ per raccogliere fondi per l'International Institute for Sport and Olympic History. Nel 2006, gli studi di Schomberg si accorsero che lo stampo per la statua stava cominciando a deteriorarsi, e realizzarono una terza e ultima edizione della statua in bronzo. La terza copia è attualmente esposta nella galleria di Schomberg in Colorado.
Quando le riprese del film vennero completate, sorse un dibattito tra l'Art Museum e la Philadelphia's Art Commission sul significato di "arte". I funzionari comunali, che ritenevano che la statua di Rocky non fosse "arte" ma "materiale di scena", alla fine spostarono la statua davanti allo Spectrum, il palazzetto sportivo di Filadelfia.
La statua venne riportata all'Art Museum per le riprese di Rocky V, Mannequin e Philadelphia, e quindi spostata nuovamente davanti allo Spectrum. Nel 2006, la statua è stata rimpiazzata da un'intarsiatura in bronzo dell'impronta delle scarpe della Converse con il nome "Rocky" sopra di esse.
L'8 settembre 2006, la statua di Rocky venne riportata all'Art Museum e posta su un piedistallo in una zona erbosa vicino ai piedi della scalinata sulla destra del museo. La cerimonia di presentazione includeva musica, il debutto del primo trailer esteso di Rocky Balboa, e una proiezione gratuita del primo film di Rocky. Alla cerimonia, il sindaco di Filadelfia John Street ha detto che la scalinata era una delle maggiori attrazioni turistiche della città, e che Stallone, originario di New York, era diventato il "figlio adottivo preferito della città".

## Nella cultura di massa
La scena della scalinata di 'Rocky è diventata un'icona culturale. Molti turisti raggiungono la scalinata per riprodurre la scena loro stessi. Il canale televisivo E! l'ha posizionata al numero 13 dei suoi 101 Most Awesome Moments in Entertainment. In occasione dei Giochi della XXVI Olimpiade del 1996, la cestista Dawn Staley, di Filadelfia, venne scelta per salire la scalinata durante la staffetta della torcia olimpica. La scalinata fa da palcoscenico durante gli annuali festeggiamenti per il Giorno dell'Indipendenza, ed è stata coinvolta in numerosi concerti importanti come il Live 8. Due giornalisti del The Philadelphia Inquirer hanno passato un anno ad intervistare le persone che avevano salito i gradini della scalinata, per poi pubblicare un libro nel 1996 intitolato Rocky Stories: Tales of Love, Hope, and Happiness at America's Most Famous Steps. Il palco del Draft NFL 2017 venne costruito sulla scalinata, costituendo la prima edizione del Draft tenuta all'aperto.
La scena della scalinata ha ispirato omaggi e parodie fin dall'uscita di Rocky nel 1976:
- Nell'episodio de I Simpson "Lisa viene a parole", Lisa Simpson corre lungo una rampa di scale indossando una tuta da ginnastica simile a quella di Rocky.[15]
- Nel film In Her Shoes - Se fossi lei, il personaggio interpretato da Toni Collette, Rose Feller, corre su per la scalinata insieme a quattro cani.
- In un episodio di Willy, il principe di Bel-Air, Willy, tornato a Filadelfia, si allena per un grosso incontro contro un ex-bullo dei tempi dell'infanzia; l'allenamento si conclude con Willy che corre in cima alla scalinata sulle note di "Gonna Fly Now", festeggiando e poi svenendo, dopodiché un passante gli ruba il portafoglio e il cappello.
- Nel film di Eddie Murphy Il professore matto, Sherman Klump corre su per i gradini di uno degli edifici del suo college, parodizzando la famosa scena.
- I partecipanti del critical mass, un raduno mensile di biciclette di Filadelfia, generalmente concludono l'evento pedalando verso la scalinata, sollevando la propria bicicletta e innalzandola sopra la testa dopo aver salito i gradini della scalinata.
- In una campagna pubblicitaria di Reebok, Allen Iverson, allora con i Philadelphia 76ers, sale i gradini della scalinata mentre palleggia con un pallone da basket.
- Nella sitcom Crescere, che fatica!, Eric dice che lui e Jack correranno su per la scalinata e che lo stavano programmando da mesi.
- Nell'episodio pilota del reality televisivo del 2005 sul pugilato The Contender (in cui recitava Stallone, che ne era anche il produttore esecutivo), il pugile Najai Turpin, originario di Filadelfia, correva su per la scalinata.